# 多镜面望远镜

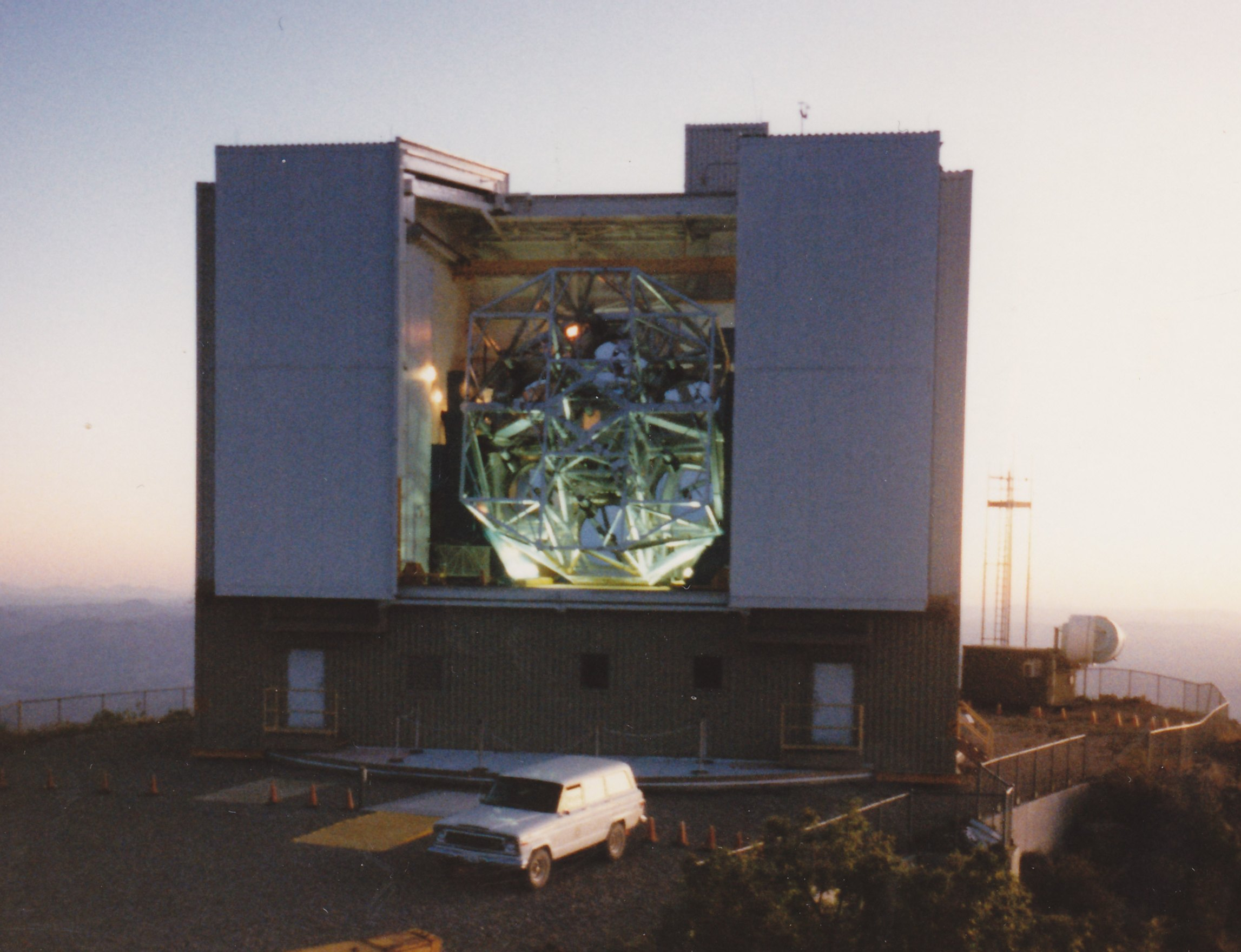
1981年的多鏡面望遠鏡。

多镜面望远镜（Multiple Mirror Telescope，缩写为）是史密松森研究所和亚利桑那大学共同建造的一台口径为6.5米的光学望远镜，位于美国亚利桑那州图森市以南60公里的霍普金斯山的山顶，这里是史密松森研究所下属的弗雷德·勞倫斯·惠普爾天文台的所在地。多镜面望远镜最初是一台由6个跨径1.8米的正六边形镜面组合成的望远镜，等效口径为4.5米，于1974年建成，在当时是世界上口径第三大的光学望远镜。1985年，研究人员决定将它改建为一台口径6.5米的单镜面望远镜，以获得更大的聚光面积和视场。
1998年3月2日，原来的多镜面望远镜开始拆卸，1999年3月25日由亚利桑那大学史都华天文台镜面实验室浇筑成形的6.5米口径硼硅玻璃主镜运抵现场，在同年5月17日进行了第一次观测，并在2000年5月20日正式投入使用。

著名光學望遠鏡主鏡面積比較，點選影像可看大圖。